# 風香
柿本 風香（日語假名：かきもと ふうか，1984年8月20日—），暱稱風香或Tigre Fuka，是出身於日本奈良縣奈良市的前職業摔角選手、綜合格鬥家及模特兒。目前隸屬於白金製作及Stardom。

## 外部連結
- 官方网站（日語）
- Platinum Production頁面內柿本風香的個人資料 （页面存档备份，存于）（日語）
- 柿本風香的官方日誌 （页面存档备份，存于）（日語）
- 風香的X（前Twitter）（日語）
- Fighter Girls頁面內柿本風香的個人資料 Archive.today的存檔，存档日期2013-01-23